# Valenzana Mado
Valenzana Mado là một câu lạc bộ bóng đá Ý, có trụ sở tại Valenza, Piedmont.

## Lịch sử

### Valenzana Mado
Câu lạc bộ được thành lập vào năm 2012 sau khi sáp nhập Valenzana Calcio và GS Mado. Nó từ bỏ sang Serie D vì yêu cầu cam kết tài chính mạnh mẽ, để bắt đầu thay vì từ Eccellenza.

### Trước khi sáp nhập

#### Valenzana

Logo cũ của Valenzana

Valenzana Calcio được thành lập vào năm 1906.
Trong mùa 2011-12 sau 12 mùa ở Lega Pro Seconda Divisione  đội đã bị rớt xuống Serie D.
Alberto Omodeo đã có 20 năm làm Chủ tịch lịch sử của câu lạc bộ.

#### Mado
GS Mado được thành lập vào năm 2002. Câu lạc bộ trong mùa 2011-12 đã chơi ở Prima Cargetoria Alessandria. Rất nhiều cầu thủ bao gồm cả đội trẻ bao gồm khoảng 200 chàng trai.

## Màu sắc và huy hiệu
Màu sắc của đội là xanh đậm và đỏ.